# 1281
1281. је била проста година.

## Догађаји
- Пролеће – Опсада Берата: Византијске снаге за помоћ под командом Михаила Тарханиота стижу у стратешки важну тврђаву Берат. Тарханиот избегава сукоб са Анжувинцима и уместо тога се ослања на заседе и препаде. Успева да зароби анжувинског команданта, Хуга од Салија, неколико Салијевих стражара бежи и стиже до свог логора – где извештавају о његовом заробљавању. Паника се шири међу анжувинским трупама на ову вест и оне почињу да беже према Авлону. Византинци користе њихов панични бег и нападају, а придружују им се трупе у опседнутој тврђави. Тарханејот узима огроман плен, мали остатак анжувинске војске успева да пређе реку Вјосу и стигне до безбедности Канине.
- 18. октобар – Цар Михаило VIII Палеолог је екскомунициран од стране папе Мартина IV без икаквог упозорења или провокације. Мартин овлашћује Карла I, краља Сицилије, да покрене крсташки рат против Михаила, који је поново успоставио своју власт у Цариграду. Карло припрема експедицију на Сицилији и окупља флоту од 100 бродова, и још 300 у Напуљу, Прованси и грчким територијама, која превози око 8.000 коњаника.
- Јун – Кастиљске снаге предводе краља Алфонса X Мудрог и у пратњи својих синова, инфантеса Санча, Петра и Јована, нападају низије Гранаде. Султан Мухамед II шаље маварску војску, уз подршку многих стрелаца и коњице, да их одбије. Алфонсо побеђује Маваре у бици код зидина Гранаде 25. јуна, али након неуспеха преговора који су уследили, напушта Гранаду.
- 3. јул – Споразум из Орвијета: Карло I, Ђовани Дандоло, дужд Венеције, и Филип I, латински цар, склапају споразум о повратку Латинског царства. Споразум је потписан у Папској палати, коју је Мартин IV преселио у Орвијето након што је Витербо стављен под забрану због затварања два кардинала.
- Септембар – Две монголске војске (око 50.000 људи) напредују у Сирију. Једном командује Абака Кан – који напада мамелучке тврђаве дуж границе Еуфрата. Друга, коју предводи његов брат Мунге Темур, ступа у контакт са Лавом III, краљем киликијске Јерменије, а затим маршира кроз Ајнтаб и Алепо у долину Оронта. Где му се придружују витезови Хоспиталерског реда и неки француски плаћеници. У међувремену, султан Калавун окупља своје мамелучке снаге у Дамаску.
- 29. октобар – Битка код Хомса: У жестокој бици, мамелучке снаге (око 30.000 људи) предвођене Калавуном уништавају монголски центар, Мунге Темур је рањен и бежи. Наређује повлачење, а затим и неорганизовану војску. Јерменско-грузијске помоћне снаге под Лавом III боре се назад на север. Монголска војска поново прелази Еуфрат без губитака, река остаје граница између Монгола и Мамелучког султаната.
- Осман I, оснивач Османског царства, постаје бег племена Согут у централној Анадолији након смрти свог оца, Ертугрула Газија. Османов долазак на власт није миран, јер мора да се бори са својим рођацима пре него што преузме вођство клана. Један од Османових главних ривала је његов ујак Дундар-бег, који се побунио против њега.
- 15. август – Битка код Коана (или Друга битка код залива Хаката): Друга монголска инвазија на Јапан је осујећена, јер велики тајфун – познат као камиказе, или божански ветар – уништава велики део комбиноване монголске и кинеске флоте и снага, које броје преко 140.000 људи и 4.000 бродова. Касније, Кублај-кан почиње да окупља снаге како би се припремио за трећи покушај инвазије, али га ометају догађаји у југоисточној и централној Азији.
- Дмитар Немањић је подигао манастир Давидовица.
- Кублај-кан наређује спаљивање светих таоистичких текстова, што резултира смањењем броја томова Даозанга (таоистичког канона) са 4.565 на 1.120.
- Краљевство Мон Харифунчај пада, јер његову престоницу Ламфун (у данашњем Тајланду) заузима краљевство Ланатај краља Манграија.
- Гај од Дампјера, гроф Фландрије, дозвољава првим ломбардским трговцима да отворе променљиви посао у његовом краљевству.
- 22. фебруар – Француз Симон де Брион наслеђује Николу III као Мартин IV и постаје 189. папа Католичке цркве.

## Смрти
- Ана Угарска (1260—1281)

- Деса Немањић

- Ертугрул

- Ивајло

- Халиме Хатун
- Харитина Литовска